# Théâtre du Pélican
Le Théâtre du Pélican est une compagnie théâtrale fondée en 1973 et installée à la Cour des Trois Coquins à Clermont-Ferrand. Labellisé « centre de création et d’éducation artistique pour l’adolescence et la jeunesse », elle est spécialisée dans l'accueil d'adolescents et de jeunes adultes. Sa démarche artistique est une revendication d’actes de citoyenneté envers la jeunesse dans des aventures où se rassemblent toutes les sensibilités. Depuis 2015 le Théâtre du Pélican participe à des projets co-financés par des fonds européens qui impliquent de jeunes européens dans un processus de réflexion et de création.
Depuis 2020, le Théâtre du Pélican, réunit deux fois par an, un Comité Artistique et Scientifique constitué de membres issus de la recherche (arts de la scène, psychologie, sociologie…), des artistes et des professionnels de la culture (médiation culturelle, projets européens).
Le 20 octobre 2021, le Théâtre du Pélican, membre de International network for contemporary performing arts (IETM) a organisé le pre-meeting de Clermont-Ferrand et a réuni soixante-dix professionnels du théâtre contemporain et du spectacle vivant de France et de l'étranger.